# Keckolot
Keckolot, finska: Koukkuri, är en ö i Finland. Den ligger i Skärgårdshavet och i kommunen Nådendal i den ekonomiska regionen  Åboland i landskapet Egentliga Finland, i den sydvästra delen av landet. Ön ligger omkring 41 kilometer väster om Åbo och omkring 190 kilometer väster om Helsingfors.
Öns area är 11,7 hektar och dess största längd är 440 meter i nord-sydlig riktning. Ön höjer sig omkring 20 meter över havsytan.
Keckolot är en exklav av kommunen Nådendal (tidigare Rimito) inuti kommunen Pargas stad (tidigare Korpo). Keckolot skiljs från resten av Nådendal av öarna Brudskär och Brudskärs grunden som ligger i Pargas. Våren 2010 föreslogs att exklaven skulle avskaffas genom att Keckolot skulle föras över till Pargas medan exklaven Taiplax skulle föras över till Nådendal. Förslaget blev dock aldrig verklighet.